# Manabu Kubota
Manabu Kubota (japanisch 久保田 学 Kubota Manabu; * 27. Juni 1981 in der Präfektur Shimane) ist ein ehemaliger japanischer Fußballspieler.

## Karriere
Kubota erlernte das Fußballspielen in der Universitätsmannschaft der Gakugei-Universität Tokio. Seinen ersten Vertrag unterschrieb er 2004 bei den Yokohama FC. Der Verein spielte in der zweithöchsten Liga des Landes, der J2 League. Für den Verein absolvierte er 16 Ligaspiele. Danach spielte er bei den New Wave Kitakyushu. Ende 2006 beendete er seine Karriere als Fußballspieler.